# لي تزستش
لي سانغ يون، المعروفة أيضًا بإسم المسرح لي تزستش (بالكورية: 이상은)‏ هي مغنية وكاتبة أغاني كورية جنوبية، ولدت يوم 12 مارس 1970 في سول في كوريا الجنوبية.

## روابط خارجية
- Lee Tzsche على موقع IMDb (الإنجليزية)
- Lee Tzsche على موقع ميوزك برينز (الإنجليزية)
- Lee Tzsche على موقع ديسكوغز (الإنجليزية)
- Lee Tzsche على موقع ديسكوغز (الإنجليزية)